# Elmoparnus mexicanus
Elmoparnus mexicanus is een keversoort uit de familie ruighaarkevers (Dryopidae). De wetenschappelijke naam van de soort werd in 1970 gepubliceerd door Brown.